# Auli Station
Auli Station (Auli stasjon eller Auli holdeplass) er en jernbanestation, der ligger i byområdet Auli i Nes kommune på Kongsvingerbanen i Norge. Stationen, der åbnede 29. september 1974, består af et spor og en perron af træ med et læskur samt en lille parkeringsplads.
Stationen betjenes af lokaltog mellem Asker og Kongsvinger.